# إريك إيفيرارد
اريك إيفيرارد هو رائد أعمال بلجيكي، ولد في 10 يوليو 1964 في بروكسل في بلجيكا.